# Charlie Hunter
Charlie Hunter (23 de mayo de 1967, Rhode Island) es un guitarrista y compositor estadounidense de jazz. comenzó su carrera a comienzo de los años 1990 y ha editado, hasta el momento, 17  álbumes. Utiliza guitarras de siete y ocho cuerdas, con las que desarrolla, simultáneamente, líneas de bajo, ritmos y desarrollos solistas.

## Biografía
Tras varios años viviendo en una comuna en Mendocino County, su familia se estableció en Berkeley, California. Hunter se graduó en la Berkeley High School y tomó lecciones de guitarra del mismísimo Joe Satriani. A los dieciocho años se traslada a París. De vuelta al área de la bahía de San Francisco, Hunter tocó la guitarra de siete cuerdas y el órgano en el grupor de rap-político de Michael Franti, The Disposable Heroes of Hiphoprisy. En 1992, el grupo actuó como telonero de U2, en algunos conciertos del Zoo TV Tour.  
Desde su debut en 1993, con el disco Charlie Hunter Trio (que incluía a Dave Ellis al saxo y a Jay Lane en la batería), Charlie Hunter ha editado diecisiete álbumes.  fue con-fundador del grupo Garage A Trois, una banda de jazz fusión, con Stanton Moore y Skerik. Ha colaborado con Bobby Previte para un proyecto titulado "Groundtruther". También ha grabado, y girado con la banda de Previte, The Coalition of the Willing, en 2006. Aparece igualmente en el disco del bajista Christian McBride, Live At Tonic. en ambos casos The Coalition of the Willing y Live at Tonic, toca la guitarra de 6 cuerdas. 
Charlie tocó durante los años 1990 en la banda "T.J. Kirk", reelaborando la música de Thelonious Monk, James Brown y Rahsaan Roland Kirk. La formación de "T.J Kirk" era: Will Bernard y John Schott - guitarras; Charlie Hunter - guitarra de 8 cuerdas; y Scott Amendola - batería. Editaron tres discos: T.J. Kirk (8 de agosto de 1995), If Four Was One (24 de septiembre de 1996) y Talking Only Makes it Worse, publicado en 2005. Hunter contribuyó además con tres canciones al álbum de D'Angelo, Voodoo (2000), incluida  "The Root". Hunter destacó estas sesiones como las más estyimulantes que había vivido.
En verano de 2007, Charlie realizó una gira con un trío que incluía al teclista Erik Deutsch y el batería Simon Lott. con este trío, grabó el disco Mistico (Fantasy Records, julio, 2007). En 2008, Hunter autopublicó Baboon Strength.
En 2008, el clarinetista y compositor Ben Goldberg impulsó, conjuntamente con Hunter, un proyecto titulado "Go Home", que incluía a Ron Miles (trompeta) y Scott Amendola (batería). El grupo estuvo actuando en el "Jazz Standard" de Nueva York, desde el 29 de octubre al 1 de noviembre de 2009, con Curtis Fowlkes en el trombón, que reemplazó a Miles.
Hunter fue también uno de los miembros originarios del jurado de los Independent Music Awards.

## Discografía
- 1993 - Charlie Hunter Trio - Prawn Song
- 1995 - Bing, Bing, Bing! - Blue Note
- 1996 - Ready, Set...Shango! - Blue Note
- 1997 - Natty Dread - Blue Note
- 1998 - Return of the Candyman - Blue Note
- 1998 - All Kooked Out! (Stanton Moore) - Fog City
- 1999 - Duo - Blue Note
- 1999 - Mysteryfunk (Garage a Trois) - Fog City
- 2000 - Voodoo (D'Angelo) – Cheeba Sound
- 2000 - Charlie Hunter - Blue Note
- 2000 - Solo Eight-String Guitar - Contra Punto
- 2001 - Songs from the Analog Playground - Blue Note
- 2003 - Emphasizer (Garage a Trois) - Tone-Cool
- 2003 - Right Now Move - Ropeadope
- 2003 - Come In Red Dog, This is Tango Leader (with Bobby Previte) - Ropeadope
- 2004 - Friends Seen and Unseen - Ropeadope
- 2004 - Latitude (Groundtruther) - Thirsty Ear
- 2005 - Steady Groovin'  - Blue Note
- 2005 - Longitude (Groundtruther) - Thirsty Ear
- 2005 - Outre Mer (Garage a Trois) - Telarc
- 2005 - Earth Tones (con Chinna Smith y Ernest Ranglin) - Green Street
- 2006 - The Coalition of the Willing (Bobby Previte) - Ropeadope
- 2006 - Live at Tonic (Christian McBride) - Ropeadope
- 2006 - Copperopolis - Ropeadope
- 2006 - Continuum (John Mayer)
- 2007 - Mistico - Fantasy
- 2007 - Altitude (Groundtruther) - Thirsty Ear
- 2008 - Baboon Strength - Reapandsow
- 2008 - Fade - (Tim Collins, invitados: Charlie Hunter & Simon Lott) - Ropeadope
- 2009 - Go Home - (Ben Goldberg, Charlie Hunter, Scott Amendola & Ron Miles) - BAG Production
- 2009 - Gentlemen, I Neglected To Inform You You Will Not Be Getting Paid - Spire Artist Media / Reapandsow
- 2010 - Public Domain